# Димо Денев
Димо Георгиев Денев е български офицер, контраадмирал.

## Биография
Роден е на 14 декември 1934 г. в търновското село Леденик. Завършва Висшето военноморско училище във Варна с випуск 71 през 1956 г. По-късно завършва Военноморската академия в Санкт Петербург със златен медал. Бил е военен аташе в Полша и командир на Военноморска база Варна (70-те години). Като капитан II ранг е командир на първи дивизион противолодъчни кораби. Умира през 2001 г. През 2013 г. във Военноморска база Варна е наименована зала в негова чест.